# アヴローラ・デミドヴァ
アヴローラ・パヴロヴナ・デミドヴァ（Аврора Павловна Демидова, 1873年11月2日 - 1904年6月28日）は、帝政ロシアの大富豪デミドフ家の一員。ユーゴスラビア王国摂政宮パヴレ・カラジョルジェヴィチの母親である。
第2代サン・ドナート公爵パーヴェル・デミドフとその2番目の妻エレナ・ペトロヴナ・トルベツカヤの間の長女として生まれた。1892年5月1日にサンクトペテルブルクにおいて、元セルビア公アレクサンダル・カラジョルジェヴィチの末息子アルセン・カラジョルジェヴィチと結婚した。夫妻は息子パヴレをもうけたが、1896年に離婚した。アヴローラは1897年11月4日にジェノヴァにおいて、ニコラ・ディ・ノゲーラ伯爵と再婚した。2人目の夫との間には娘を1人もうけている。

## 子女
最初の夫アルセンとの間に一男を儲けた。
- パヴレ・カラジョルジェヴィチ（1893年 - 1976年）

2番目の夫ニコラとの間に一女を儲けた。
- ヘレナ・アヴドーラ・ディ・ノゲーラ（1898年 - 1967年）